# 8-й фронт (Япония)
Восьмой фронт (яп. 第8方面軍 Дай-хати хо:мэнгун) — группировка сухопутных войск японской императорской армии, находившаяся в Юго-Западной части Тихого океана во время Второй мировой войны.
8-й фронт был сформирован 16 ноября 1942 года из войск Южной группы армий для противодесантной обороны оккупированных Японией территорий Соломоновых островов и острова Новая Гвинея. Они принимали участие в кампании на Соломоновых островах, Бугенвильской кампании и Новогвинейской кампании.

## Список командного состава

### Командующие
|   | Имя                              | С             | По              |
| - | -------------------------------- | ------------- | --------------- |
| 1 | Генерал-лейтенант Хитоси Имамура | 9 ноября 1942 | 15 августа 1945 |

### Начальники штаба
|   | Имя                       | С             | По              |
| - | ------------------------- | ------------- | --------------- |
| 1 | Генерал-майор Римпэй Като | 9 ноября 1942 | 15 августа 1945 |